# Aeroportul Regional Brainerd Lakes
Aeroportul Regional Brainerd Lakes (IATA: BRD, ICAO: KBRD, FAA LID: BRD) este un aeroport din Comitatul Crow Wing, Minnesota, Minnesota, Statele Unite ale Americii ce deservește zona Brainerd⁠(d). Aeroportul a fost tranzitat în 2019 de 45.102 pasageri. A fost deschis în 1948 și numit după zona deservită.
Situat la o altitudine de 376 m, aeroportul dispune de 2 piste.

## Infrastructură

### Piste
Aeroportul dispune de 2 piste. Pista 05/23 are suprafața de beton și dimensiunile 6.512 picioare × 150 picioare. Pista 16/34 are suprafața de beton și dimensiunile 7.100 picioare × 150 picioare. 